# ニューハンプシャー・フィッシャーキャッツ

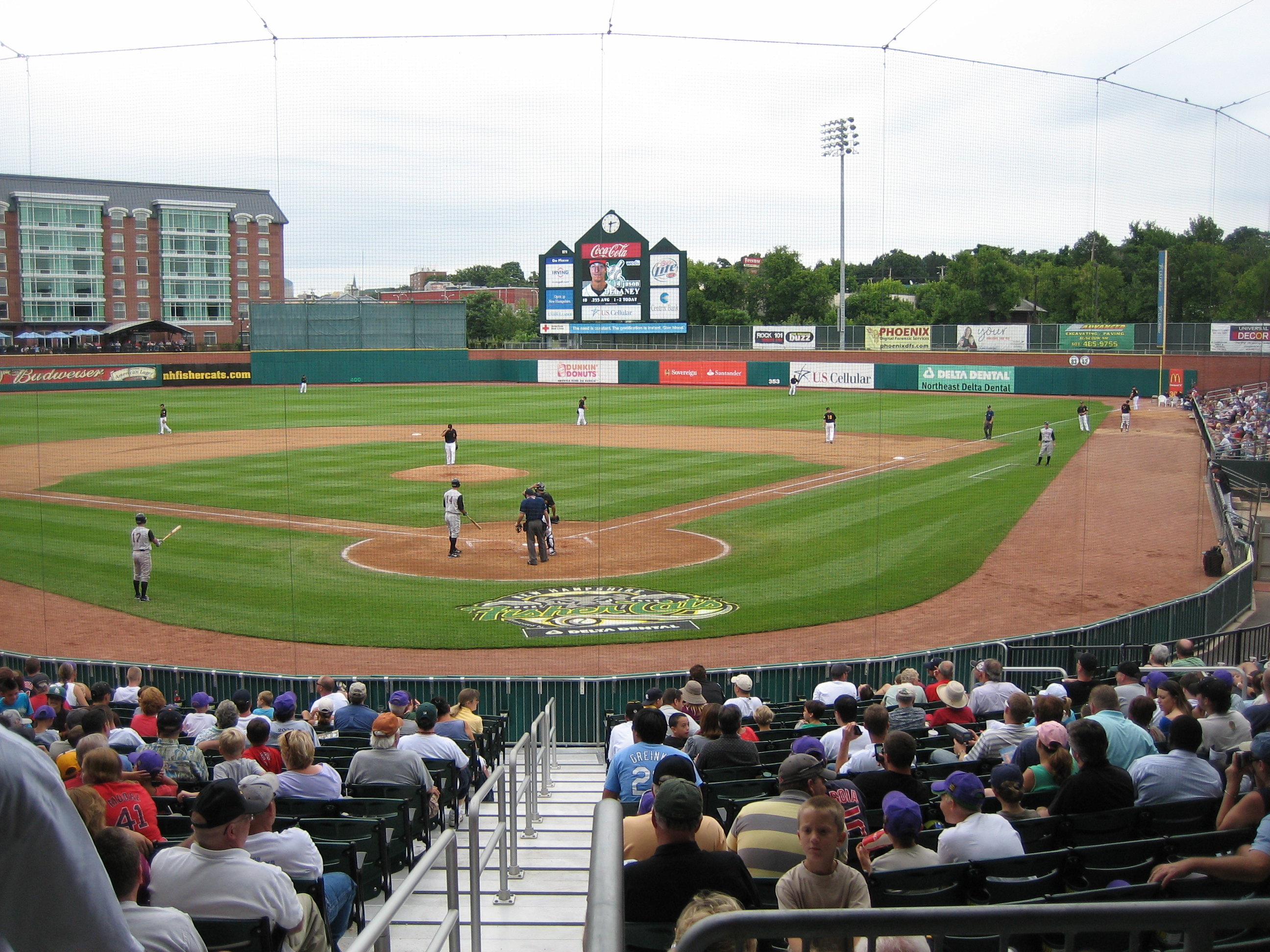
デルタ・デンタル・スタジアム

ニューハンプシャー・フィッシャーキャッツ（New Hampshire Fisher Cats）は、アメリカ合衆国ニューハンプシャー州マンチェスターを本拠地にしているマイナーリーグチーム。
メジャーリーグのトロント・ブルージェイズ傘下AA級の球団で、イースタンリーグに所属している。本拠地球場はデルタ・デンタル・スタジアム。
チーム名の「Fisher Cats」は北米に生息するイタチ科の動物テンの一種（学名:Martes pennanti）のことで、ファンの投票で決まった。
2000年、2004年、2011年、2018年にリーグ優勝を果たしている。

## 選手名鑑

### 過去の主な所属選手
- トッド・ヘルトン
- 田口壮
- ブランドン・リーグ
- ダスティン・マゴワン
- アーロン・ヒル
- ショーン・マーカム
- アレックス・リオス
- グスタボ・チャシーン
- トラビス・スナイダー
- リッキー・ロメロ
- デビッド・パーシー
- ジェシー・リッチ
- コーリックス・クラッブ
- ショーン・オチンコ
- アデイニー・エチェバリア
- チャド・ベック